# 京都医健専門学校
京都医健専門学校（きょうといけんせんもんがっこう）は、京都府京都市中京区にあるスポーツ・医療・リハビリ・ビューティー分野の人材育成を行う専修学校である。運営主体は学校法人滋慶コミュニケーションアート。

## 沿革
- 2005年4月 - スポーツ科学科・柔道整復科・鍼灸科の3学科で開校
- 2007年4月 - 理学療法科開設
- 2012年4月 - 作業療法科・視能訓練科・言語聴覚科を開設、鍼灸科午前集中コースを増設
- 2013年4月 - トータルビューティー科開設
- 2014年4月 - 社会福祉科開設
- 2017年4月 - 精神保健福祉科開設
- 2020年4月 - 美容師養成施設開設（トータルビューティー科内）
- 2021年4月 - スポーツマネジメントテクノロジー科開設
- 2024年4月 - 美容師科開設（トータルビューティー科より分離）

## 設置学科
スポーツ科学科、鍼灸科、理学療法科、作業療法科、視能訓練科、言語聴覚科、社会福祉科、精神保健福祉科、トータルビューティー科、美容師科

## 所在地
〒604-8203 京都府京都市中京区三条通西入衣棚町51-2